# Freya Eisner
Freya Eisner (* 1923; † 2005) war eine deutsche Historikerin und Publizistin. Sie war eine Enkelin des Revolutionärs und ersten Bayerischen Ministerpräsidenten Kurt Eisner.

## Leben
Sie war eine Tochter des Sohns von Kurt Eisner, Reinhard Eisner, und dessen Ehefrau Babette. Sie ist nicht zu verwechseln mit der Stieftochter Eisners, ihrer Tante Freia Eisner, gegen deren Schulterschluss mit der DDR sie bereits 1958 energisch protestierte.
Die als Journalistin arbeitende Freya Eisner studierte in höherem Alter noch einmal Geschichte. Ab 1975 folgten von ihr zahlreiche wissenschaftliche Publikationen, unter anderem eine kurze Biographie ihres Großvaters Kurt Eisner (1979). Sie promovierte 1991 mit der Dissertation Kurt Eisner, der Publizist und Politiker. Seine Einschätzung durch Zeitgenossen und in jüngerer Literatur an der Universität Bremen.
Ihr Nachlass befindet sich im  Archiv des Instituts für Zeitgeschichte.

## Schriften
- Freya Eisner (Hrsg.): Sozialismus als Aktion : ausgewählte Aufsätze und Reden / Kurt Eisner. Frankfurt am Main, Suhrkamp, 1975.
- Freya Eisner: Das Verhältnis der KPD zu den Gewerkschaften in der Weimarer Republik. Köln, Frankfurt am Main : Europäische Verlagsanstalt, 1977.
- Freya Eisner: Kurt Eisner, die Politik des libertären Sozialismus. Frankfurt am Main, Suhrkamp, 1979, Erstausg.
- Freya Eisner: Kurt Eisner, der Publizist und Politiker, 1991. Dissertation, Universität Bremen.